# Jan Wentholt
Jan Wentholt (Almelo, 14 juli 1851 – 's-Gravenhage, 17 december 1930) was een Nederlands vice-admiraal en politicus.

## Biografie
Wentholt startte in 1866 op het Koninklijk Instituut voor de Marine met zijn opleiding tot officier van de Koninklijke Marine. Na diverse functies bij de marine, werd hij minister van Marine in het liberale kabinet-De Meester. Na de val van dit kabinet, trad hij opnieuw aan in het kabinet-Heemskerk; een overstap die hem door veel liberalen kwalijk werd genomen. Hij trad af nadat zijn voorstel voor de bouw van een pantserschip voor de verdediging van Nederlands-Indië door de Tweede Kamer met 63 tegen 26 stemmen werd weggestemd.

## Gezin
Wentholt was getrouwd met Ida Christina Huijgens en is de vader van L.R. Wentholt. Zijn broer Dirk Nicolaas Wentholt was burgemeester van Zuidbroek (1883-1886), zijn broer Tinco Martinus Wentholt van Steenwijk (1888-1891) en van Stad- en Ambt Ommen (1891-1900).